# Te Deum (Dvořák)
Te Deum, op. 103 Antonína Dvořáka je vokálně-instrumentální skladba pro sopránové a barytonové sólo, sbor a orchestr na latinský text duchovního hymnu „Te Deum laudamus“ (Tebe Bože chválíme).

## Části
- I. Allegro moderato, maestoso
- II. Lento maestoso
- III. Vivace
- IV. Lento

## Historie skladby
Skladba byla objednána ředitelkou Newyorské konzervatoře Jeanette Thurberovou v roce 1891 již ve chvíli, kdy skladatel přijal místo ředitele její školy, kde měl nastoupit od začátku následujícího školního roku. Skladba měla být oslavnou kantátou, zkomponovanou v roce 1892 ku příležitosti 400. výročí objevení Ameriky Kryštofem Kolumbem.
Dvořák skladbu načrtl v červnu a dokončil v červenci 1892, tedy ještě za svého pobytu v Čechách. Vzhledem k tomu, že neobdržel původně slíbený originální text, báseň Josepha Rodmana Drakea „The American Flag“ (Americký prapor), použil proto slova středověkého církevního hymnu Te Deum laudamus, jehož autorem je svatý Ambrož. Skladba byla poprvé provedena za Dvořákova řízení na jeho prvním samostatném koncertě v New Yorku 21. října 1892.

## Charakteristika
Dvořákovo „Te Deum“ není tolik monumentální ani rozsáhlou skladbou, jako např. Rekviem či Stabat Mater, ale výrazně ji s nimi spojuje meditativní hloubka výpovědi a výrazu, kterých je zde docilováno překvapivě jednoduchými prostředky. Genialitu skladby podtrhuje ušlechtilost projevu a dokonalost zcela zřetelně českého charakteru zhudebnění latinského textu.

## Reprezentativní nahrávka
- Antonín Dvořák: „Te Deum, op. 103; Žalm 149, op. 79; Dědicové Bílé hory, op. 30“, Gabriela Beňačková-Čápová – soprán, Jaroslav Souček – baryton, Pražský filharmonický sbor, sbormistr Lubomír Mátl, Česká filharmonie, dirigent Václav Neumann. Supraphon 1984